# カルロス・ジウベルト・ナシメント・シウヴァ
ジウ（Gil）こと、カルロス・ジウベルト・ナシメント・シウヴァ（Carlos Gilberto Nascimento Silva、1987年6月12日 - ）は、ブラジル・リオデジャネイロ州カンポス・ドス・ゴイタカゼス出身のサッカー選手。カンピオナート・ブラジレイロ・セリエA・サントスFC所属。元ブラジル代表。ポジションはディフェンダー（DF）。

## 経歴

### クラブ
2009年に加入したクルゼイロで頭角を現し、フランスのヴァランシエンヌを経て、2013年から加入したコリンチャンスでは、通算184試合に出場して7ゴールを記録。2015シーズンのブラジル全国選手権優勝を含む、3つのタイトル獲得に貢献した。
2016年1月21日、ブラジル『globo』など複数メディアが中国サッカー・スーパーリーグの山東魯能へ移籍することが報道された。『globo』などが伝えるところによれば、山東魯能はジウの移籍金として1000万ユーロ(約12億7000万円)をコリンチャンスに支払い、4年契約を結ぶとされるジウには、年俸300万ユーロ(約3億8000万円)を用意していると報道された。ブラジル代表を率いたマノ・メネーゼスが新指揮官に就任する山東魯能は、ブラジル代表FWジエゴ・タルデッリやアルゼンチン代表MFワルテル・モンティージョ、元ブラジル代表MFジュシレイ、2015シーズンの中国スーパーリーグ得点王のブラジル人FWアロイージオらが在籍する中国屈指の強豪である。
2016年1月25日、中国サッカー・スーパーリーグの山東魯能へ完全移籍することが発表された。契約の詳細は明らかにされていないが、ブラジル『globo』によれば、契約期間が4年で、移籍金が1000万ユーロ(約12億7000万円)。
2019年7月3日、コリンチャンスに復帰した。
2023年12月27日、サントスFCに1年契約で移籍した。

### 代表
2014年にドゥンガ監督率いるブラジル代表に初招集された。また2016年に行われたコパ・アメリカ・センテナリオのブラジル代表メンバーにも招集された。

## 個人成績
| 国内大会個人成績 | 国内大会個人成績 | 国内大会個人成績 | 国内大会個人成績 | 国内大会個人成績 | 国内大会個人成績 | 国内大会個人成績 | 国内大会個人成績 | 国内大会個人成績 | 国内大会個人成績 | 国内大会個人成績 | 国内大会個人成績 |
| 年度             | クラブ           | 背番号           | リーグ           | リーグ戦         | リーグ戦         | リーグ杯         | リーグ杯         | オープン杯       | オープン杯       | 期間通算         | 期間通算         |
| 年度             | クラブ           | 背番号           | リーグ           | 出場             | 得点             | 出場             | 得点             | 出場             | 得点             | 出場             | 得点             |
| 中国             | 中国             | 中国             | 中国             | リーグ戦         | リーグ戦         | リーグ杯         | リーグ杯         | FA杯             | FA杯             | 期間通算         | 期間通算         |
| ---------------- | ---------------- | ---------------- | ---------------- | ---------------- | ---------------- | ---------------- | ---------------- | ---------------- | ---------------- | ---------------- | ---------------- |
| 2016             | 山東魯能         | 4                | 超級             |                  |                  | -                | -                |                  |                  |                  |                  |
| 通算             | 中国             | 中国             | 超級             | 0                | 0                | -                | -                | 0                | 0                | 0                | 0                |
| 総通算           | 総通算           | 総通算           | 総通算           | 0                | 0                | 0                | 0                | 0                | 0                | 0                | 0                |

| 国際大会個人成績 | 国際大会個人成績 | 国際大会個人成績 | 国際大会個人成績 | 国際大会個人成績 | 国際大会個人成績 | 国際大会個人成績 | FIFA | FIFA | 期間通算 | 期間通算 |
| 年度             | クラブ           | 背番号           | 出場             | 得点             | 出場             | 得点             | 出場 | 得点 | 出場     | 得点     |
| AFC              | AFC              | AFC              | AFC CL           | AFC CL           | AFC CUP          | AFC CUP          | CWC  | CWC  | 期間通算 | 期間通算 |
| ---------------- | ---------------- | ---------------- | ---------------- | ---------------- | ---------------- | ---------------- | ---- | ---- | -------- | -------- |
| 2016             | 山東魯能         | 4                |                  |                  | -                | -                |      |      |          |          |
| 通算             | AFC              | AFC              | 0                | 0                | -                | -                | 0    | 0    | 0        | 0        |
| 総通算           | 総通算           | 総通算           | 0                | 0                | 0                | 0                | 0    | 0    | 0        | 0        |

## 代表歴

### 出場大会
- ブラジル代表
  - 2016年 - コパ・アメリカ・センテナリオ（グループリーグ敗退）

### 試合数
2017年6月9日現在
国際Aマッチ 11試合 0得点（2014年 - 2017年）
| ブラジル代表 | 国際Aマッチ | 国際Aマッチ |
| 年           | 出場        | 得点        |
| ------------ | ----------- | ----------- |
| 2014         | 3           | 0           |
| 2015         | 2           | 0           |
| 2016         | 5           | 0           |
| 2017         | 1           | 0           |
| 通算         | 11          | 0           |